# Ruy Fonseca
Ruy Leme da Fonseca Filho (São Paulo, 6 de setembro de 1973) é um cavaleiro brasileiro. 
Começou a competir no hipismo aos seis anos; dois anos depois, foi campeão na cidade de São João da Boa Vista. Em 1989 tornou-se campeão sul-americano individual, no Uruguai.
Em 1990 foi convidado para fazer um curso de seis meses na Inglaterra, onde permaneceu por 14 anos.Depois de um ano na Inglaterra, foi convidado pelo campeão mundial de hipismo rural para trabalhar na Nova Zelândia.
Conquistou a medalha de ouro nos Jogos Pan-Americanos de 1995 em Mar del Plata. Participou dos Jogos Olímpicos de Atlanta, em 1996, como reserva. Foi aos Jogos Olímpicos de Atenas, em 2004, como técnico da seleção de Portugal. Foi medalha de bronze por equipe no CCE nos Jogos Pan-Americanos de Guadalajara, em 2011 e, no ano seguinte, participou dos Jogos Olímpicos de Londres. Participou dos Jogos Olímpicos do Rio de Janeiro, em 2016.